# 栗ノ木洞
栗ノ木洞（くりのきどう）は丹沢大山国定公園内、神奈川県秦野市と足柄上郡松田町の境にある標高908.3mの山である。「表丹沢県民の森」の散策路が通じている。また、稜線伝いに後沢乗越を経て鍋割山へ至る道がある。

## 周辺の山
- 鍋割山（1273m）
- 櫟山（810m）